# Марк Відука
Марк Ентоні Відука (англ. Mark Anthony Viduka, 9 жовтня 1975, Мельбурн) — колишній австралійський футболіст хорватського та українського походження, нападник збірної Австралії.

## Досягнення
- Переможець Молодіжного чемпіонату ОФК: 1994
- Чемпіон Хорватії: 1996, 1997, 1998
- Володар Кубка Хорватії: 1996, 1997, 1998
- Володар Кубка шотландської ліги: 2000